# L4 YOU!
『L4 YOU!』（エル・フォー・ユー!）は、テレビ東京で2012年（平成24年）10月1日から2017年（平成29年）3月31日まで毎週月 - 金曜日の15:55 - 16:54に生放送されていたワイドショー番組（生活情報・通販番組）である。
ここでは、2013年（平成25年）4月1日から2016年（平成28年）4月1日まで平日の15:35 - 16:00に生放送された株式市況番組『L4 YOU!プラス』についても記述する。

## 概要
テレビ東京は1983年5月2日から約29年半のあいだ『レディス4』（略称：L4）を放送してきたが、2012年10月1日からは略称の「L4」を前面に押し出した番組としてリニューアルされた。前番組に続き、三越の一社提供番組である。
前番組『レディス4』末期の出演者のうち、サブキャスターでテレビ東京アナウンサーの板垣龍佑と、松波順子以外のリポーターは全員続投し、メインキャスターは元NHKアナウンサー草野満代が起用された。
L4 YOU!のLには「Love（愛）」「LifeStyle（生活感）」「Language（言葉）」「Live（生放送）」の4つの意味が込められている。
2013年3月25日からスタジオセットがリニューアルした。その後2015年9月28日からもセットが再びリニューアルされている。

## L4 YOU!プラス
2013年3月29日に放送を終了した『Mプラス Express』に引き続き、1976年から続くテレビ東京の平日大引けの株式市況ニュースとして放送した。祝日は原則放送休止だった（証券取引所が休業日になるため）。
2015年4月1日よりローカルセールス枠に降格し、前日の3月31日にテレビ北海道を除くテレビ東京系列各局は、開局当初から放送してきた平日夕方の株式市況放送が事実上終了となった。そのテレビ北海道も、2015年9月10日にネットを打ち切った。これにより、制作局以外は系列外番販ネット局にあたる関西地区一部独立局の放送にとどまっていた。
2016年4月1日に終了して『きょうの株式』から続いた平日大引けの株式市況ニュース枠が単独枠としては廃止になり、約40年続いた平日大引けの株式市場ニュースの歴史に幕を閉じた。
終了後は同年9月30日までは「L4 YOU!みどころ」の枠内で、10月3日からは同様の枠内で日経平均の大引けについて板垣が紹介。従来使用されてきた1日の値動きを表す折れ線グラフ・終値・前日比の値を全画面で表示しながら、相場の概況を簡単に紹介してから三越の提供クレジットを挟み、番組本編がスタートする形となっていた。

## 全国ネット撤退、関東ローカルへ降格、そしてシリーズの終焉
2016年4月1日より、テレビ東京系列の番組としては地域限定スポンサードネット枠に降格し、スポンサードネットから外れる同系列局の一部で前日の3月31日に打ち切りとなるほか、同系列以外の2大系列局への系列外ネットも全て取りやめられた。
2016年4月4日から放送時間が前番組『レディス4』以来7年半ぶりに16:00 - 16:54に変更された。
2016年10月3日より、『みどころ』枠を廃止し、放送時間を15:55 - 16:54に拡大するも、テレビ東京系列の番組としては純然たる関東ローカルに降格となった。これにより、テレビ東京以外の同系列局および関西地区の独立局ではその前放送日の9月30日に打ち切りとなった。
そして半年後の2017年3月31日に番組は終了。これにより、1983年5月2日の『レディス4』開始以来続いてきたテレビ東京の三越提供番組シリーズは、約34年の歴史に幕を降ろした。

## シリーズ終了後
2017年4月3日から、後継番組として大橋未歩をメイン司会に据え、各曜日別に俳優・タレントをパーソナリティに起用した『よじごじDays』を開始。また、草野は番組終了から1年後の2018年4月から、同時期にニッポン放送が本番組が放送されていた時間帯で開始したワイド番組『草野満代 夕暮れWONDER4』（2020年7月に終了）のパーソナリティに就任した。

## 内容

### L4 YOU!
『レディス4』で放送された内容のうち、「季節」・「旅行」・「コストパフォーマンス」に特化した内容を放送した。

#### L4セレクション
『レディス4』時代から続いてきたテレビ通販コーナーだった。
2017年3月31日の番組終了に伴い、「レディス4商品情報」時代から続いてきた本コーナーも終了となった。

### L4 YOU!プラス
放送開始当初は、取引終了直後の株式市場の動きや家計に役立つ情報、投資の豆知識などを、投資入門者にも分かりやすく伝えていた。
2013年6月14日放送分までは、画面下に東京証券取引所1部に上場している全銘柄の終値と、日経平均株価（終値）・円 / ドル（現在値）・円 / ユーロ（現在値）の3項目が順に表示されていたが、6月17日放送分からは一部の放送局を除き、データ放送のTXNdataの株価情報へ移行となり、2001年10月放送開始の『Closing Bell』以来、テレビ東京系列株式市況ニュース枠で約13年近く続いた表示が中止となった。
2013年9月30日からの番組リニューアルで、マーケットコーナーは番組前半約10分間に短縮され、番組後半は特集コーナーとして生活情報・健康情報など『L4 YOU!』の番組内容に近い内容の特集を日替わりで放送した。
2014年3月31日放送分からはマーケットコーナー時間帯のみ、画面右上に日経平均株価（終値）・円 / ドル（現在値）・円 / ユーロ（現在値）の3項目が順に表示されるようになり、約10ヶ月ぶりに表示が復活した。

## 「L4 YOU!」出演者
※○印は前番組『レディス4』から続投

### メインキャスター（MC）
- 草野満代（元NHKアナウンサー）
- 板垣龍佑○（テレビ東京アナウンサー）

### リポーター
- 藤原倫己
- 東谷篤門
- 中岡由佳
- 長久保智子

以下はいずれも月1回程度の出演。
- 彦摩呂
- ミスターちん
- 深沢邦之（Take2） ほか

### 巡り人
- 榎木孝明
- 田中健
- 加藤貴子
- 河相我聞
- 菊池麻衣子 ほか

### L4セレクション
- 関口郷子○
- 坪内千恵子○
- 大平雅美○
- 小林恵子
- 高村保裕

### ナレーション
- 田丸楓○
- 中西俊彦○
- むたあきこ○
- 遠野まりこ○（「L4セレクション」のみ）
- 五十嵐由佳（「L4セレクション」のみ）
- 村山明
- 小日向えり

## 「L4 YOU!プラス」出演者

### メインキャスター（MC）
- 草野満代
- 板垣龍佑（テレビ東京アナウンサー）

### 報道スタジオ（ニュース&マーケットコーナー）

#### キャスター
- 末武里佳子（テレビ東京アナウンサー、2015年1月6日 - ）

#### マーケットキャスター
いずれも、テレビ東京報道局マーケット担当
- 前田有花
- 門田亜希子

### 特集コーナー リポーター
- 月曜日：野沢春日（テレビ東京アナウンサー、2013年10月 - ）
- 火曜日：紺野あさ美（テレビ東京アナウンサー、2013年11月 - ）
- 水曜日：田野辺実鈴（2013年10月 - ）
- 木曜日：白石小百合（テレビ東京アナウンサー、2013年12月 - ）

### 過去の出演者
|               |                | メインキャスター （MC） | メインキャスター （MC） | 報道スタジオ | 報道スタジオ | 報道スタジオ | 報道スタジオ        | 特集コーナーリポーター | 特集コーナーリポーター | 特集コーナーリポーター | 特集コーナーリポーター |
| メイン        | サブ           | サブ                    | メインキャスター （MC） | マーケット   |              |              |                     | 特集コーナーリポーター | 特集コーナーリポーター | 特集コーナーリポーター | 特集コーナーリポーター |
| メイン        | 月・火         | メインキャスター （MC） | メインキャスター （MC） | マーケット   | 水 - 金      | 月           | 火                  | 水                     | 木                     |                        |                        |
| ------------- | -------------- | ----------------------- | ----------------------- | ------------ | ------------ | ------------ | ------------------- | ---------------------- | ---------------------- | ---------------------- | ---------------------- |
| 2013年4月1日  | 2013年9月27日  | 草野満代                | 板垣龍佑                | 佐々木明子   |              |              | 前田有花 門田亜希子 |                        |                        |                        |                        |
| 2013年9月30日 | 2013年11月1日  | 草野満代                | 板垣龍佑                | 梅津智史     | 林克征       | 矢内雄一郎   | 前田有花 門田亜希子 | 野沢春日               | 鷲見玲奈               | 田野辺実鈴             | 塩田真弓               |
| 2013年11月4日 | 2013年11月29日 | 草野満代                | 板垣龍佑                | 梅津智史     | 林克征       | 矢内雄一郎   | 前田有花 門田亜希子 | 野沢春日               | 紺野あさ美             | 田野辺実鈴             | 塩田真弓               |
| 2013年12月2日 | 2014年3月28日  | 草野満代                | 板垣龍佑                | 梅津智史     | 林克征       | 矢内雄一郎   | 前田有花 門田亜希子 | 野沢春日               | 紺野あさ美             | 田野辺実鈴             | 白石小百合             |
| 2014年3月31日 | 2014年12月26日 | 草野満代                | 板垣龍佑                | 梅津智史     | 倉野麻里     | 倉野麻里     | 前田有花 門田亜希子 | 野沢春日               | 紺野あさ美             | 田野辺実鈴             | 白石小百合             |
| 2015年1月5日  | 2015年3月27日  | 草野満代                | 板垣龍佑                | 梅津智史     | 末武里佳子   | 末武里佳子   | 前田有花 門田亜希子 | 野沢春日               | 紺野あさ美             | 田野辺実鈴             | 白石小百合             |
| 2015年3月30日 | 2016年4月1日   | 草野満代                | 板垣龍佑                | 末武里佳子   |              |              | 前田有花 門田亜希子 | 野沢春日               | 紺野あさ美             | 田野辺実鈴             | 白石小百合             |

いずれも、テレビ東京アナウンサー
- 前田海嘉（テレビ東京アナウンサー、倉野、末武のリリーフ）

## ネット局と放送時間
| 放送地域   | 放送局           | 系列           | 放送時間                  | 備考 |
| ---------- | ---------------- | -------------- | ------------------------- | --- |
| 関東広域圏 | テレビ東京（TX） | テレビ東京系列 | 月 - 金曜日 15:55 - 16:54 | 【制作局】 2016年4月1日までは『L4 YOU!プラス』も放送していた。 2016年度上期は『みどころ』も放送していた。 |

- 2016年10月3日以降の放送はテレビ東京のみである。2017年3月31日を以って放送終了。

### 途中打ち切りのネット局
- ○印…フルネット、△印…16:45飛び降り、

▲印…制作局での月 - 木曜日放送分に限り、飛び降り点までを18時間遅れネット（火 - 金曜日10:00 - 10:45）
- 『L4 YOU!プラス』について、テレビ東京系列以外の4大系列局への系列外ネットは行われていなかった。
- 『L4 YOU!』について、フルネット局での終了時刻は16:52であった（一部系列外ネット局では編成上の終了時刻が異なっていた）。

| 放送地域      | 放送局                | 系列           | 終了時点の ネット状況 | 備考 |
| ------------- | --------------------- | -------------- | --------------------- | --- |
| 鹿児島県      | 南日本放送（MBC）     | TBS系列        | ○                     | 2014年10月6日から自社制作番組『かごしま4』を開始するのに伴い、 同年10月3日を以って打ち切り。 番組表上は16:53まで                                                             |
| 新潟県        | 新潟総合テレビ（NST） | フジテレビ系列 | △                     | 午後から夕方の帯の改編に伴い、 2015年3月27日を以ってネット打ち切り。 |
| 長野県        | 信越放送（SBC）       | TBS系列        | ▲                     | 制作局での金曜日放送分は非ネット。 2016年3月31日（テレビ東京同年3月30日放送分）を以ってネット打ち切り。                                                                      |
| 大分県        | 大分放送（OBS）       | TBS系列        | ○                     | 番組表上は16:53まで 2016年3月31日を以ってネット打ち切り。 これに伴う改編で、同年4月4日から『Nスタ ニュースワイド』が16:53飛び乗りからフルネット（15:53 - 17:50）に移行した。 |
| 宮崎県        | 宮崎放送（mrt）       | TBS系列        | ○                     | 番組表上は16:53まで 2016年3月31日を以ってネット打ち切り。 |
| 長崎県        | 長崎放送（NBC）       | TBS系列        | △                     | 2016年3月31日を以ってネット打ち切り。 |
| 北海道        | テレビ北海道（TVh）   | テレビ東京系列 | ○                     | 2015年9月10日を以って『L4 YOU!プラス』のネット打ち切り。 2016年3月31日を以って、『L4 YOU!』もネット打ち切り。                                                                |
| 福岡県        | TVQ九州放送（TVQ）    | テレビ東京系列 | ○                     | 2015年3月31日を以って『L4 YOU!プラス』のネット打ち切り。 2016年3月31日を以って『L4 YOU!』もネット打ち切り。                                                                  |
| 愛知県        | テレビ愛知（TVA）     | テレビ東京系列 | ○                     | 2015年3月31日を以って『L4 YOU!プラス』のネット打ち切り。 2016年9月30日を以って『L4 YOU!』もネット打ち切り。                                                                  |
| 大阪府        | テレビ大阪（TVO）     | テレビ東京系列 | ○                     | 2015年3月31日を以って『L4 YOU!プラス』のネット打ち切り。 2016年9月30日を以って『L4 YOU!』もネット打ち切り。                                                                  |
| 岡山県 香川県 | テレビせとうち（TSC） | テレビ東京系列 | ○                     | 2015年3月31日を以って『L4 YOU!プラス』のネット打ち切り。 2016年9月30日を以って『L4 YOU!』もネット打ち切り。                                                                  |
| 滋賀県        | びわ湖放送（BBC）     | 独立局         | ○                     | 2016年4月1日までは『L4 YOU!プラス』も放送していた。 2016年9月30日を以って『L4 YOU!』もネット打ち切り。                                                                       |
| 和歌山県      | テレビ和歌山（WTV）   | 独立局         | ○                     | 2016年4月1日までは『L4 YOU!プラス』も放送していた。 2016年9月30日を以って『L4 YOU!』もネット打ち切り。                                                                       |
| 奈良県        | 奈良テレビ（TVN）     | 独立局         | ○                     | 2015年7月3日を以って『L4 YOU!プラス』のネット打ち切り。 2016年9月30日を以って『L4 YOU!』もネット打ち切り。                                                                   |

- 2016年3月31日まではネットワークセールス枠（テレビ東京系列局以外はスポンサードネット枠）、同年4月1日から9月30日まではスポンサードネット枠であったが、通常時ネット局であっても局の編成の都合で臨時非ネットとすることがあった。
- 2012年12月8日（土曜日）にはテレビ東京系列全局で「L4 YOU! オススメ」と題した番組案内スポットとして17:00 - 17:15に放送。こちらも三越の一社提供によるネットワークセールス番組として放送された。

### 変遷
| 放送期間   | 放送期間   | 放送時間 (JST)           | 放送時間 (JST)        |
| 放送期間   | 放送期間   | L4 YOU!プラス ↓ みどころ | L4 YOU!               |
| ---------- | ---------- | ------------------------ | --------------------- |
| 2012.10.01 | 2013.03.29 | （放送無し）             | 16:00 - 16:52（52分） |
| 2013.04.01 | 2016.04.01 | 15:35 - 16:00（25分）    | 16:00 - 16:52（52分） |
| 2016.04.04 | 2016.09.30 | 15:55 - 16:00（05分）    | 16:00 - 16:54（54分） |
| 2016.10.03 | 2017.03.31 | （放送無し）             | 15:55 - 16:54（59分） |

## スタッフ
- 構成：矢野了平、板垣悟司、西本満博、南恵子 ほか
- 商品演出：黒川勉
- 総合演出：青山海太（以前はチーフディレクター）→飛田岳紀→不在
- プロデューサー：佐藤竜太（一時離脱→復帰）、ローリ・バーバラ ほか
- チーフプロデューサー：桜井卓也→中島公健（以前はプロデューサー）→不在
- エグゼクティブプロデューサー：只野研治（2016年3月 - ）
- 協力：テクノマックス、テレビ東京アート
- 制作協力：エーステレビ、キメラ、桝井論平事務所 ほか
- 製作：テレビ東京、PROTX